# Теплий Стан
Те́плий Стан (рос. Тёплый Стан, ерз. Умалей) — село у складі Зубово-Полянського району Мордовії, Росія. Входить до складу Умьотського міського поселення.
Населення — 146 осіб (2010; 174 у 2002).
Національний склад (станом на 2002 рік):
- мордва — 83 %